# 铬湖岩
铬湖岩，位于中国广东省揭阳市惠来县前尖镇，为惠来县的一个县级文物保护单位，类型为石窟寺及石刻，公布时间为1989年1月。
铬湖岩的历史年代为宋代。